# Žarim
»Žarim« je pesem slovenske pevke Tatjane Mihelj.
Izšla je 25. oktobra 2024 v digitalni pretočni obliki kot prvi singel z albuma Brez strahu.

## O pesmi
Glasbo pesmi so napisali Žiga Pirnat, Andraž Gliha in Željko Mladenović, besedilo in priredbo pa Žiga Pirnat.
Ista ekipa avtorjev je že sodelovala tudi pri Tatjanini pesmi Ples v dežju.
Gre za skladbo, s katero se lahko resnično poistovetim.— Tatjana Mihelj o pesmi »Žarim«, Evrovizija.com, 14. 11. 2024.
Pesem je zelo osebno izpovedna in opisuje težko življenjsko pot iskanja notranje moči in vztrajanja.
Izraža upanje in željo po preseganju ovir v življenju.

## Seznam posnetkov
| Št.             | Naslov          | Besedilo        | Glasba                             | Priredba        | Dolžina |
| --------------- | --------------- | --------------- | ---------------------------------- | --------------- | ------- |
| 1.              | „Žarim‟         | Ž. Pirnat       | Ž. Pirnat, A. Gliha, Ž. Mladenović | Ž. Pirnat       | 3:28    |
| Skupna dolžina: | Skupna dolžina: | Skupna dolžina: | Skupna dolžina:                    | Skupna dolžina: | 3:28    |

## Odziv
Pesem »Žarim« je bila zmagovalna pesem Slovenske lestvice Radia Tomi.

## Videospot
V videospotu, ki je nastal v produkcijski hiši Videco marca 2024, imata glavno vlogo igralca Čarna Lampret in Jure Šimonka.
Nastopajo pa še številni drugi: Jerneja Kraigher, Edi A. Klobučar, Polona Slabe, Filip Vurnik, Špela Kompara, Darja Balič, Sandi Balič, Vid Komel, Jaka Komel, Luka Simčič, Noemi Capuano, Mila Stanič, Luka Stanič, Saša Badalič, Hugo Fras, Žan Igrec, Štefka Mihelj in Maja Wagner.
Za styling je skrbela Vesna Mirtelj, za masko pa Polona Slabe.
Premierno so ustvarjalci videospot predstavili 14. novembra 2024 v Knjigarni kavarni Maks v Novi Gorici.

## Angleška verzija
»Reborn« je angleška različica pesmi »Žarim«, za katero je besedilo napisal Charlie Mason.
Izšla je v digitalni pretočni obliki 18. oktobra 2024.

### Seznam posnetkov
| Št.             | Naslov          | Besedilo        | Glasba                             | Priredba        | Dolžina |
| --------------- | --------------- | --------------- | ---------------------------------- | --------------- | ------- |
| 1.              | „Reborn‟        | C. Mason        | Ž. Pirnat, A. Gliha, Ž. Mladenović | Ž. Pirnat       | 3:28    |
| Skupna dolžina: | Skupna dolžina: | Skupna dolžina: | Skupna dolžina:                    | Skupna dolžina: | 3:28    |

### Videospot
Z angleško različico je objavljen tudi besedilni video.

## Akustična verzija
Akustična verzija pesmi »Žarim« je izšla 19. novembra 2024.
Na njej Tatjana Mihelj poje ob spremljavi madžarskega orkestra Budapest Art Orchestra (oziroma Budapest Scoring Symphonic Orchestra).
Na albumu Brez strahu sta poleg slovenske akustične verzije pesmi objavljeni tudi angleška in italijanska različica.

### Seznam posnetkov
| Št.             | Naslov                      | Besedilo        | Glasba                             | Priredba        | Dolžina |
| --------------- | --------------------------- | --------------- | ---------------------------------- | --------------- | ------- |
| 1.              | „Žarim‟ (Akustična verzija) | Ž. Pirnat       | Ž. Pirnat, A. Gliha, Ž. Mladenović | Ž. Pirnat       | 3:28    |
| Skupna dolžina: | Skupna dolžina:             | Skupna dolžina: | Skupna dolžina:                    | Skupna dolžina: | 3:28    |

## Italijanska verzija
»Ripartirò da qui« je italijanska različica pesmi »Žarim«, za katero je besedilo napisala Paola Rossato.
Izšla je v digitalni pretočni obliki 22. novembra 2024.
Pesem je pevka prvič predstavila 23. novembra 2024 v Gorici na prireditvi ob 43-letnici delovanja Kulturnega doma Gorica.

### Seznam posnetkov
| Št.             | Naslov             | Besedilo        | Glasba                             | Priredba        | Dolžina |
| --------------- | ------------------ | --------------- | ---------------------------------- | --------------- | ------- |
| 1.              | „Ripartirò da qui‟ | P. Rossato      | Ž. Pirnat, A. Gliha, Ž. Mladenović | Ž. Pirnat       | 3:29    |
| Skupna dolžina: | Skupna dolžina:    | Skupna dolžina: | Skupna dolžina:                    | Skupna dolžina: | 3:29    |

### Videospot
Z italijansko različico je objavljen tudi besedilni video.